# Geophysical Research Letters
Geophysical Research Letters és una revista científica de geociència revisada per parells bisetmanal publicada per la American Geophysical Union que es va començar a publicar el 1974. L'editor en cap és Harihar Rajaram.
La revista té com a objectiu la publicació ràpida d'informes de recerca concisos sobre una o més de les disciplines cobertes per la Unió Geofísica Americana, com ara les ciències de l'atmosfera, la Terra sòlida, les ciències de l'espai, l'oceanografia, la hidrologia, els processos de la superfície terrestre i la criosfera. La revista també publica ressenyes convidades que cobreixen els avenços aconseguits durant els últims dos o tres anys. El públic objectiu és la comunitat de ciències de la terra, la comunitat científica més àmplia i el públic en general.